# Lantförsvarsdepartementet
Lantförsvarsdepartementet var ett svenskt departement åren 1840-1920. Statsråd och chef för departementet var Sveriges lantförsvarsminister, även kallad krigsminister.
Lantförsvarsdepartementet tillkom vid den reform av det då kungliga regeringskansliet som genomfördes den 16 maj 1840 och upphörde den 30 juni 1920 då det uppgick i det nyinrättade försvarsdepartementet.

## Expeditionschefer för Kungliga Lantförsvarsdepartementet
- Carl David Forsberg  1840–1843
- Carl Wilhelm Riben   1843–1844
- Malcolm von Schantz  1844–1855
- Carl Gustaf Årman    1855–1866
- Nils Adolf Varenius  1866–1873
- Alfred Sjöberg       1873–1881
- Johan Erik Elliot    1881–1886
- Ehrenfried von der Lancken  1886–1895
- Carl Edvard Cassel   1895–1898
- Emil Sjöberg         1898–1899
- Carl Herman Weidenhielm  1899–1904
- Fredrik Engelbert Bergenholtz  1904–1909
- Oscar Henry Arsell             1909–1916[1]
- Carl Malmroth  1916–1917 (tillförordnad)[1]
- Knut Söderwall  1917–1920[1]

## Statssekreterare
Lantförsvarsdepartementet fick sin första statssekreterare 1917, och endast en person hann besitta det ämbetet:
- Carl Malmroth  1917–1920[1]